# Rue Washington (album)

Rue Washington est le quinzième et dernier album studio de la chanteuse et comédienne française Line Renaud, sorti le 5 novembre 2010.

## Les titres
| No  | Titre                                                                           | Auteur                                                 | Durée |
| --- | ------------------------------------------------------------------------------- | ------------------------------------------------------ | ----- |
| 1.  | Les torrents d'amours                                                           | Michel Delpech - Laurent Foulon                        | 3:57  |
| 2.  | Tu m'tues Lulu                                                                  | Bernard Beaupère - Émilie Sattonet, Jean-Karl Lucas    | 3:08  |
| 3.  | Mes amis sont mes amours                                                        | Didier Golemanas - Alain Chamfort                      | 3:34  |
| 4.  | Une minute                                                                      | Gaële - Damien Robitaille                              | 4:17  |
| 5.  | Ce monde est merveilleux - What a wonderful world (en duo avec Johnny Hallyday) | Bob Thiele - Georges Weiss Adaptation : Michel Mallory | 3:29  |
| 6.  | Happy birthday la vie                                                           | Jean Fauque - Jean-Pierre Marcellesi                   | 3:36  |
| 7.  | Dans ma tête                                                                    | Christophe Maé                                         | 2:20  |
| 8.  | La mémoire dévêtue                                                              | Jean-Loup Dabadie - Julien Clerc                       | 3:51  |
| 9.  | J'en veux encore                                                                | Michel Mallory - Laurent Foulon                        | 3:21  |
| 10. | Je t'ai suivi, je te suivrai                                                    | Marc Lavoine - Alain Lanty                             | 3:53  |
| 11. | Un sourire                                                                      | Salvatore Adamo                                        | 2:54  |
| 12. | J'écris cette lettre                                                            | Grand Corps Malade - Flavien Compagnon                 | 2:42  |
| 13. | C'est pas l'heure (en duo avec Mylène Farmer)                                   | Mylène Farmer - Laurent Boutonnat                      | 4:16  |

Bonus
| No  | Titre              | Auteur                                 | Durée |
| --- | ------------------ | -------------------------------------- | ----- |
| 14. | I'll be seeing you | Sammy Fain - Irving Kahal              | 2:44  |
| 15. | No dead Line       | Patrick de Carolis - Richard Cocciante | 3:51  |

## Musiciens
Batterie : Denis Benarrosh
Basse : Nicolas Marsol
Guitares : Sébastien Chouard
Banjo : Jean-Yves Lozac'h
Piano, rhodes, célesta, orgue : Michel Amsellem (+ programmation cordes sur Ce monde est merveilleux)
Trompette et bugles : Christian Martinez
Trombone : Bernard Camoin, Jef Cahours de Virgile
Saxophone : Thierry Farrugia
Programmation cordes et ukuléné : Dominique Blanc-Francard (et aussi guitares, basse, tambour, percussions, chœurs sur Dans ma tête)
Violon : Clément Lainé
Chœurs : Rachel Pignot, Julie Rousseau, Guillaume Coignard, Brice Daillon
Arrangements cuivres : Frédéric Gaillardet
Réalisation et arrangements : Dominique Blanc-Francard, (sauf C'est pas l'heure Laurent Boutonnat)
et aussi :
Piano et chœurs Julien Clerc sur La mémoire dévêtue
Piano : Flavien Compagnon sur J'écris cette lettre
Bernard Paganotti (basse), Matthieu Rabaté (batterie), David Levita (guitares), Laurent Boutonnat (claviers, programmations) sur C'est pas l'heure.